# Каракол (Чемальский район)
Карако́л — село в Чемальском районе Республики Алтай России. Входит в состав Элекмонарского сельского поселения.

## География
Расположено вблизи Каракольских озёр. Находится примерно в 25 км от села Элекмонар.

## История
Из строений сохранились лишь пустующий двухквартирный дом барачного типа и жилой дом крестьянского хозяйства. В советский период в селе Каракол проживали работники совхоза «Элекмонарский», занимались коневодством и мараловодством. В 1993 году село Каракол было упразднено в связи с отсутствием жителей. В начале XXI века глава администрации Чемальского района Р. Б. Букачаков инициировал возрождение села.

## Транспорт
Чтобы добраться до села необходимо преодолеть более 35 мостов через р. Элекмонар, дорога вдоль которой проложена на Каракол. В зимнее время это можно сделать лишь на грузовике повышенной проходимости, летом на внедорожнике. Предполагается строительство четырёхполосной дороги, соединяющей Чемальский тракт через Элекмонар с Чойским районом, а также включающая ответвление к Каракольским озёрам.

## Туризм
Мимо села проходят маршруты туристов, поднимающихся к Каракольским озёр.
В урочище Каракол находится турприюты «Аркадия» и «Беркут», которые специализируется на конных походах по Горному Алтаю.

## Население
| 2010 | 2011 | 2012 | 2013 | 2014 | 2015 | 2016 |
| ---- | ---- | ---- | ---- | ---- | ---- | ---- |
| 8    | →8   | ↘7   | →7   | ↗8   | ↘7   | ↘5   |